# Ahmed Musa
Ahmed Musa, född 14 oktober 1992 i Jos, är en nigeriansk fotbollsspelare. Han representerar det nigerianska landslaget.

## Karriär
Den 30 januari 2018 lånades Musa ut till ryska CSKA Moskva över resten av säsongen 2017/2018.

## Meriter
CSKA Moskva
- Ryska Premier League: 2012/2013, 2013/2014
- Ryska cupen: 2012/2013
- Ryska supercupen: 2013, 2014

Nigeria
- Afrikanska mästerskapet: 2013